# Абу Умар Усман ибн Масуд
Абу Умар Усман ибн Масуд (араб. أبو عمرو عثمان بن محمد المنصور‎; ум. 1488) — халиф государства Хафсидов в Ифрикии в 1435—1488 годах. Его правление ознаменовало последний расцвет государства Хафсидов.
Он успешно продолжил политику своего деда Абд аль-Азиза II, но в долгосрочной перспективе не смог избежать ни борьбы за власть внутри династии, ни восстания южных берберских племён.
Первоначально халиф разрешил берберам самим выбирать наместников среди повстанческих племён, но когда они попытались получить некоторую степень независимости, Утман стал заменять их членами своей семьи. Хотя некоторые из этих наместников позже восстали против Утмана, некоторое время он был в состоянии удерживать власть над Тлемсеном, а также расширил сферу влияния Хафсидов на Королевство Фес, что сделало Хафсидов на тот момент самым могущественным государством Магриба.